# 勝田竹翁
勝田 竹翁（かつた ちくおう、生没年不詳）は、江戸時代前期の狩野派の絵師。

## 伝記
名は貞信。他に士貞、定（貞）則、陽渓（養景）、沖之丞（隠岐之丞）と称した。竹翁は号で、翠竹庵の別号がある。
三河国加茂郡の郷士勝田平左衛門の子。慶長13年（1613年）に切米200表20人扶持を受ける。8歳の時に土井利勝に召され2代将軍徳川秀忠の側禿となる。絵を良くしたことから狩野長信に師事し、寛永7年（1630年）4月には3代将軍徳川家光の御部屋絵師となった。側禿や御部屋絵師といった役職の実態は不明だが、将軍と身近なやや特殊な身分と想像される。正保2年（1645年）米沢藩からの依頼で国絵図を制作・完成させ、手当金として南鐐10枚を下賜され、制作を手伝った202名にも金子が与えられた（『上杉家御年譜』）。
明暦元年（1655年）4代将軍徳川家綱の将軍就任祝賀のため、来朝した朝鮮通信使へ贈る屏風20双のうち5双を描く。この時の贈朝屏風は、狩野探幽ら竹翁含め8名が担当しているが、担当数が5双というのは抜きん出て多い。『徳川実紀』寛文6年（1666年）正月六日の御絵始めを探幽、狩野安信兄弟と共に3人で勤め、安信と同価の時服を与えられている。こうした伝歴から総合すると、秀忠、家光、家綱の3代に渡って活躍し、特に1650年代以降は画壇の重鎮だったと言えよう。その後は貞享4年（1687年）以前に没したとされる。
子に狩野貞寛（左兵衛）と狩野一渓（重良）の養子となり表絵師・根岸御行松狩野家を継いだ狩野良信がいる。しかし、貞寛は早世したと言われ、竹翁の直系は絵師として存続しなかった。

## 作品
| 作品名             | 技法         | 形状・員数 | 寸法（縦x横cm、本図のみ）          | 所有者                 | 年代                    | 款記                                                                                       | 印章                                               | 備考                                      |
| ------------------ | ------------ | ---------- | ---------------------------------- | ---------------------- | ----------------------- | ------------------------------------------------------------------------------------------ | -------------------------------------------------- | ----------------------------------------- |
| 三芳野天神縁起絵巻 | 紙本著色     | 1巻9段     | 36.0x1651.0                        | 三芳野神社             | 寛永5年（1629年）か     | 無                                                                                         | 無                                                 | 埼玉県指定文化財。詞書林羅山 松平信綱奉納 |
| 曾我物語絵巻       | 紙本著色     | 2巻        | 1巻：36.0x2096.9・2巻：36.0x2721.5 | ボストン美術館         | 1660年（万治3年）       | 1巻：「萬治庚子孟秋日 勝田陽溪圖之」・2巻：「萬治庚子初秋日 勝田陽溪画之」                 | 「翠菴之印」朱文長方印（各）                       |                                           |
| 観馬図屏風         | 紙本著色     | 六曲一双   | 142.4x365.4（各）                  | 細見美術館             | 1660年（万治3年）前後か | 無                                                                                         | 「貞寛」朱文袋形印                                 |                                           |
| 孔子・顔子・曽子像 | 絹本著色     | 3幅        | 107.5x40.9（各）                   | 東京国立博物館         | 1661年（万治4年）       | 中幅「勝田陽溪竹翁謹圖寫」・右幅「奉納先聖先賢像 竹翁筆」・左幅「萬治辛丑孟春壬申 竹翁笔」 | 「陽谿圖畫印」朱文円内方印・「竹翁」朱文方印（各） |                                           |
| 宇治川先陣図屏風   | 紙本金地着色 | 六曲一隻   | 171.0×426.6                        | 東京芸術大学大学美術館 |                         | 「竹翁筆」                                                                                 | 「竹翁図画」朱文方印                               | 比較的初期の作                            |
| 神農図             | 紙本墨画     | 1幅        | 88.5x35.3                          | 東京芸術大学大学美術館 | 1673年（延宝元年）      | 「竹翁圖之」                                                                               | 「貞寛」朱文袋形印                                 | 木庵性瑫賛                                |
| 老松鷹図           | 絹本著色     | 1幅        | 94.5x32.2                          | 千葉市美術館           |                         |                                                                                            |                                                    | 谷信一コレクション                        |
| 陶淵明図           | 紙本淡彩     | 1幅        | 41.5x72.4                          | 天桂院（愛知県）       |                         | 「翠菴竹翁」                                                                               | 「翠菴」朱文方印・「貞寛」朱文袋形印               |                                           |
| 禽鳥図屏風         | 紙本著色     | 六曲一双   | 161.2x350.4                        | ケルン東洋美術館       |                         | 右隻：「竹翁圖」・左隻「竹翁筆」                                                           | 「翠菴之印」朱文長方印（各）                       |                                           |

## 参考資料
- 門脇むつみ 「勝田竹翁筆「観馬図屏風」について ─徳川家綱との関わりから」、河野元昭先生退官記念論文集編集委員会 『美術史家、大いに笑う 河野元昭先生のための日本美術史論集』 所収、ブリュッケ、2006年、ISBN 978-4-43407750-0
- 中村玲 「表絵師・勝田竹翁の御用について―《孔子・顔子・曽子像》と共箱からみる制作活動―」、『実践女子大学 美學美術史學』第31号、2017年3月5日、pp.47-64
- 中村玲 「勝田竹翁の画業と款印に関する考察」『実践女子大学美學美術史學』第33号、2019年3月5日、pp.27-42